# In Search of Solid Ground
In Search of Solid Ground är det andra studioalbumet av amerikanska post-hardcorebandet Saosin som väntas släppas 8 september 2009. Under inspelning av In Search of Solid Ground har flera olika producenter medverkat, bland andra Butch Walker (fem låtar), John Feldman och Lucas från Matt Squires produktionsteam. Fem låtar på albumet är producerade av bandmedlemmarna Beau Burchell och Chris Sorenson.
Tre av spåren är nyinspelningar av låtar från EP:n The Grey (som släpptes sent 2008). "I Keep My Secrets Safe" är en nyinspelning av "Keep Secrets" som kommer innehålla en ny refräng. "Why Can't You See?" behåller titeln från EP:n och "The Worst of Me" har blivit "Love Maker", där namnet är taget från en rad i refrängen.

## Låtlista
1. "I Keep My Secrets Safe"
2. "Deep Down"
3. "Why Can't You See?"
4. "Changing"
5. "On My Own" - 5:18
6. "The Alarming Sound of a Still Small Voice"
7. "Say Goodbye"
8. "The Worst of Me"
9. "It's All Over Now"
10. "What Were We Made For?"
11. "Is This Real?" - 3:58
12. "Nothing Is What It Seems (Without You)"
13. "Fireflies"